# Wielopolski

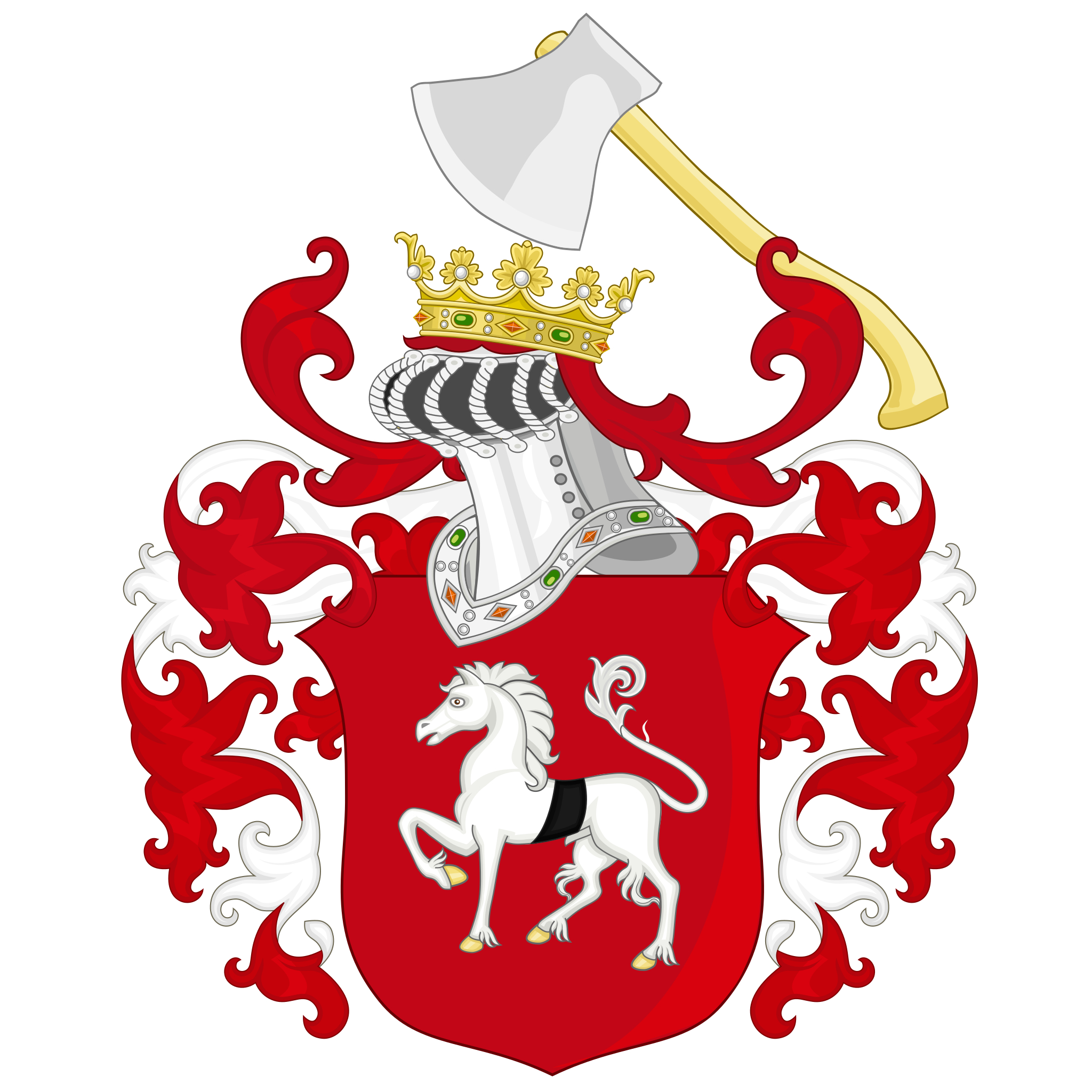
Stemma Starykon

Wielopolski è il nome di una nobile famiglia polacca, che utilizzò lo stemma Starykon, usato dalla nobiltà della Confederazione polacco-lituana. La forma femminile del nome è Wielopolska.

## Storia
I Wielopolski appartenevano un tempo alla nobiltà polacco-lituana. Nel XVII e XVIII secolo tennero numerosi uffici pubblici, che erano molto influenti e ricchi. Possedevano terre e importanti città, tra cui Pińczów. Fondatore della dinastia fu Kasper Wielopolski († 1636), il cui figlio Jan Wielopolski il Vecchio († 1668), acquisì nel 1656 il titolo tedesco di conte del Sacro Romano Impero. 
Nel 1729 i Wielopolski divennero signori di Pińczów, che utilizzarono il titolo papale del margravio di Mirow, insieme al nome ereditato di Gonzaga Myszkowscy.
Col passare del tempo si imparentarono con altre nobili famiglie del regno: Lubomirski, Jabłonowski e Potocki.
La nobile famiglia Wielopolski è presente ancora per linea maschile ai giorni nostri.

## Rappresentanti della famiglia
- Elżbieta Bobola (1550-1615)
- Kasper Wielopolski (?-1636)
- Jan Wielopolski (1605-1668)
- Jan Wielopolski (1630-1688), aristocratico polacco e funzionario
- Franciszek Wielopolski (1658-1732)
- Franciszek Wielopolski (1732-1809)
- Józef Stanisław Wielopolski (1777-1816)
- Aleksander Wielopolski (1803-1877), aristocratico polacco, funzionario e politico
- Zygmunt Andrzej Wielopolski (1833-1902), militare
- Alfred Wielopolski (1905-1996)